# Rougned Odor
Rougned Roberto Odor (né le 3 février 1994 à Maracaibo, Zulia, Venezuela) est un joueur de deuxième but des Yankees de New York de la Ligue majeure de baseball.

## Carrière

### Ligues mineures
Rougned Odor signe son premier contrat professionnel dans les premiers jours de 2011 avec les Rangers du Texas pour une somme de 425 000 dollars US,. Odor est à l'origine joueur d'arrêt-court mais la force de ses lancers n'est pas jugée satisfaisante et l'on en fait plutôt un joueur de deuxième but. 
Il connaît une progression fulgurante dans les ligues mineures. Il n'est jamais assigné au niveau Recrues, l'échelon le plus bas, et entreprend sa carrière professionnelle en classe A-, où il est à 17 ans le plus jeune joueur de la Northwest League. En 2013, il joue 100 matchs pour les Pelicans de Myrtle Beach, le club-école de classe A+ des Rangers du Texas dans la Ligue de Caroline et, après y avoir frappé pour ,305 de moyenne au bâton, passe au niveau Double-A avant la fin de la saison. Aligné chez les RoughRiders de Frisco après cette promotion, il est le plus jeune joueur en activité dans la Texas League. À 19 ans, Rougned Odor est élu meilleur joueur de l'année 2013 en ligues mineures dans l'organisation des Rangers du Texas. La montée d'Odor dans les mineures incite les Rangers à échanger en août 2013 aux White Sox de Chicago la recrue Leury García, un joueur de champ intérieur prometteur qui venait de faire ses débuts dans les majeures, contre le vétéran Alex Ríos. En février 2014, Odor participe à son premier camp d'entraînement printanier des Rangers, à la suite duquel il est assigné au club-école Double-A de Frisco.

### Rangers du Texas

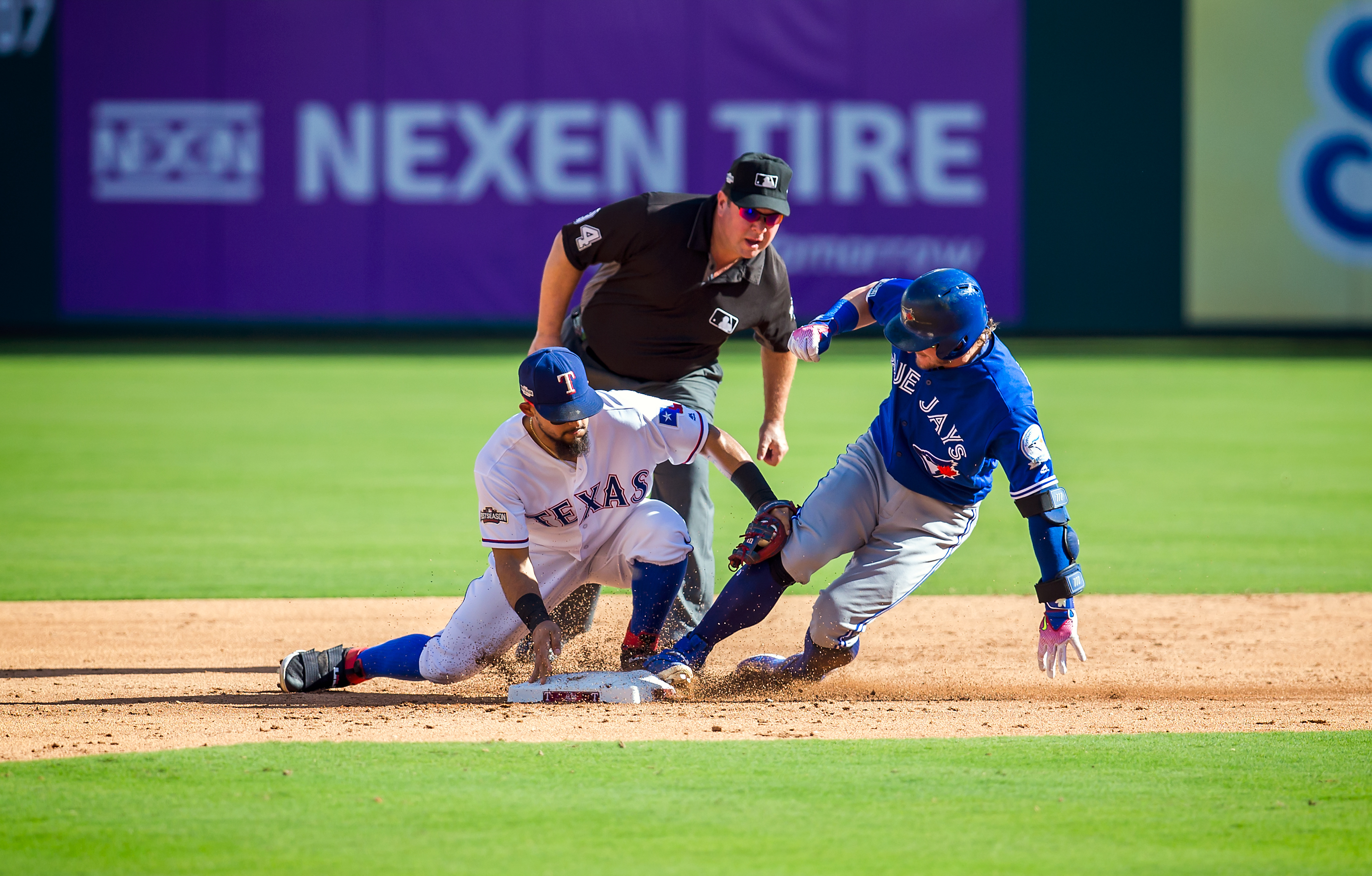
Rougned Odor (gauche) en défensive lors du premier match de la Série de division de la Ligue américaine contre Toronto le 6 octobre 2016.

Rougned Odor passe directement du Double-A aux majeures et dispute son premier match avec les Rangers du Texas le 8 mai 2014. À son second match joué, le 9 mai, le jeune joueur de deuxième but réussit son premier coup sûr au plus haut niveau, contre le lanceur Clay Buchholz des Red Sox de Boston. Le 12 mai face aux Astros de Houston, il récolte deux points produits dont un sur son circuit, son premier dans les majeures, frappé aux dépens du lanceur Brad Peacock.
Odor est le premier joueur né en 1994 à jouer dans le baseball majeur et le plus jeune joueur à y disputer un match durant la saison 2014.
En 120 matchs joués en 2015, Odor frappe 16 circuits, produit 61 points, réussis 6 vols de buts et maintient une moyenne au bâton de ,261. Il fait ses débuts en éliminatoires le 8 octobre 2015 à Toronto, réussissant un coup de circuit et marquant 3 points dans une victoire des Rangers sur les Blue Jays lors du premier match de leur Série de divisions.
Rougned Odor purge une suspension de 7 matchs pour avoir frappé José Bautista d'un coup de poing au visage lors d'un match des Rangers face aux Blue Jays de Toronto le 15 mai 2016.
Odor est membre de l'équipe du Venezuela à la Classique mondiale de baseball 2017.